# Florian Hill

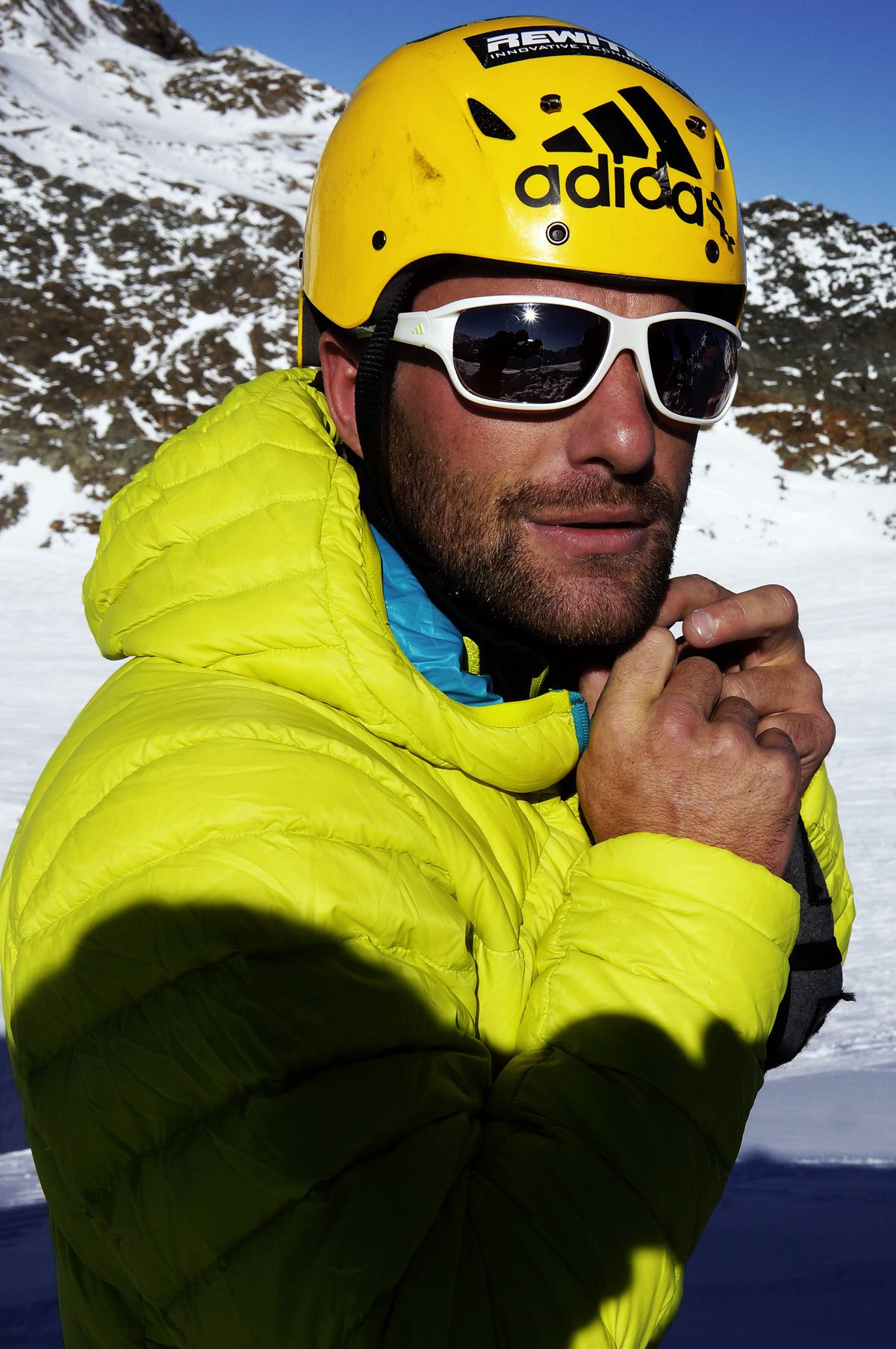
Florian Hill, 2013

Florian Hill (* 9. April 1984 in Weilburg) ist ein deutscher Bergsteiger, Unternehmer und Wirtschaftspsychologe.

## Leben und Karriere

### Sportliche Laufbahn und Expeditionen
Seine Jugendzeit verbrachte Florian Hill im olympischen Boxen als Hochleistungssportler. Nach Einsätzen für die deutsche Nationalmannschaft beendete er 2003 seine sportliche Laufbahn am Olympiastützpunkt in Frankfurt (Oder). Trainiert wurde Hill unter anderem von dem ehemaligen Olympiasieger Maikro Romero aus Kuba.
Im Alter von 19 Jahren unternahm er seine erste Expedition an den nördlichen Polarkreis. Schlittenhundereisen nach Alaska und in das Yukon Territory, Kanada, folgten. Für Profi-Musher wie Sebastian Schnülle trainierte Hill Teams für die Hundeschlittenrennen Finnmarksløpet, Yukon Quest und Iditarod im Langdistanzbereich und für die Junior World Championships im Sprintbereich. Gegenwärtig prägt der sogenannte „Extremalpinismus“ maßgeblich seine Unternehmungen. Dabei versucht Hill sogenannte Erstbegehungen in entlegenen Bergregionen in Alaska, Südamerika und Asien durchzuführen. Für seine Erstbegehung an der Illimani Südwand wurde Hill und sein Seilpartner Robert Rauch in die Auswahlliste 2011 – Significant ascents des Piolet d’Or aufgenommen. Im Juni 2012 wurde Hill im Rahmen einer Solobesteigung des 6190 Meter hohen Denali beim Abstieg von einer Lawine mitgerissen und entkam nur knapp dem Tod. In den Unfall waren ebenfalls drei US-amerikanische Bergsteiger verwickelt. Wenig später wurden vier japanische Bergsteiger von einer weiteren Lawine erfasst und kamen dabei ums Leben.

### Berufliche Tätigkeiten
Florian Hill studierte als Stipendiat Wirtschaftspsychologie an einer privaten Hochschule. Mit einer Arbeit über die Akzeptanz von künstlicher Intelligenz in sicherheitskritischen Organisationen erlangte er den Master of Science in Psychologie an der University of London mit Auszeichnung (Distinction). Als Stipendiat des Aspen Institute Deutschland durchlief er das Aspen Leadership Programm. Hill gründete 2012 eine Strategieberatungsfirma in New York und arbeitete als Berater für den Think Tank  European Horizons an der Yale University.
Von 2009 bis 2013 publizierte Florian Hill regelmäßig Berichte für internationale Magazine wie National Geographic und Geo.
Er ist Gründer und Geschäftsführer der Hillwired Ltd. & Co KG, einer internationalen Agentur für strategische Unternehmenskommunikation, Design und kreative Technologien mit Büros in München, New York und Dublin.

### Herkunft und Familie
Florian Hill wuchs in bürgerlichen Verhältnissen in Mittelhessen auf. Sein Vater ist Honorarprofessor in China und Diplom-Ingenieur, seine Mutter ist eine hessische Kommunalpolitikerin. Hills Cousin ersten Grades ist der deutsche Filmregisseur und Grimme-Preis-Träger Kilian Riedhof. Sein Onkel ist der ehemalige Eishockey-Nationalspieler Anton Hofherr.

## Ehrungen
- 2016 ernannte das Regionalmanagement Mittelhessen Florian Hill als offiziellen Botschafter des Wirtschafts- und Hochschulstandort Mittelhessens.[10]
- 2015 wurde Florian Hill neben Chemie-Nobelpreisträger Thomas A. Steitz und dem Philosophen Shelly Kagan zum Fellow des Jonathan Edwards College an der Yale University ernannt.
- 2003 zeichnete die Gemeinde Lahnau Florian Hill für besondere Leistungen auf dem Gebiet des Sports aus.

## Erstbegehungen
- Erstbegehung der Route Djamila an der Teke-Tor Ostwand (4.480 m), zusammen mit Wassili Mariew (RUS), Tian Shan-Gebirge, Kirgistan, Schwierigkeit: V+, M4+, E4; Wandhöhe 880 m.
- Erstbegehung der Route epic und Erstdurchsteigung der Südostwand des Taku D Peak im Juneau Icefield, Alaska. Innerhalb von 16 Tagen mit Ski, by fair means und im Alpinstil. Schwierigkeit: TD-, E5, 550 Meter[11]
- Routenvariante am Cerro Ramada 6.348 m, zusammen mit Alexander Überreiter (Tirol), Anden, Argentinien.
- Erstbegehung der Route Deliver Me, 24. bis 30. Juli 2010 an der Illimani Südwand (6.439 m) zusammen mit Robert Rauch, Schwierigkeit: VI, WI6, M6+, E5; Wandhöhe ca. 1700 m.[12][13]
- Erstbegehung der Route Neufundland am Condoriri, Diente Blanco (5.250 m), Condoririgruppe, zusammen mit Stefan Berger und Robert Rauch, Schwierigkeit: V, WI5, M3+, E4 im Alpinstil; Wandhöhe ca. 420 m.[14]
- Erstbegehung der Route Chamaka an der Serkhe Khollu-Südwestwand (5.546 m) zusammen mit Stefan Berger und Robert Rauch im Alpinstil, Schwierigkeit: VII, WI5, M5, E5; Wandhöhe 550 m.[15][16]

## Publikationen
Juneau Icefield, Taku D Peak, Alaska. The American Alpine Club (2012), ISBN 978-1-933056-75-3